# Ardisia palmana
Ardisia palmana är en viveväxtart som beskrevs av John Donnell Smith. Ardisia palmana ingår i släktet Ardisia och familjen viveväxter. Inga underarter finns listade i Catalogue of Life.